# Dale Barlow
Dale Barlow (Sydney, 25 december 1959) is een Australische jazz-instrumentalist en componist. Hij speelt onder meer saxofoon en piano.
Barlow speelde als kind piano en leerde daarna klassiek fluit en klarinet spelen. Hierna stapte hij over op de saxofoon. Hij studeerde eind jaren zeventig kort aan het New South Wales State Conservatorium of Music en trad in 1979 met het Australian Youth Orchestra op tijdens het Monterey Jazz Festival. Begin jaren tachtig speelde hij in de groep van bassist Bruce Cale, waarmee hij ook opnam. Hierna verhuisde hij rond 1982 naar New York, waar hij saxofoon studeerde bij George Coleman en Dave Liebman en piano bij Barry Harris en Hal Galper. Ook won hij een beurs, waarmee hij studeerde aan de Jazz Composers Workshop met onder meer Bob Brookmeyer. Ook studeerde hij enige tijd aan City College New York onder Ron Carter. Hij was lid van het kwartet van Cedar Walton en van Art Blakey's Jazz Messengers (1990) en werkte in de groep van Chet Baker, de bigband van Gil Evans, Stan Tracey en, drie jaar lang, in de band van Billy Cobham. Hij speelde verder onder meer met Kenny Barron, Sonny Stitt, Dizzy Gillespie, Lee Konitz, Mulgrew Miller, Billy Higgins, Kenny Wheeler, Django Bates en Ronnie Scott. Tevens was hij lid van de bigband Loose Tubes. Barlow was ook actief in de klassieke muziek en de popmuziek. Hij speelde klassiek met het Elektra String Quartet en het Western Australia Symphony Orchestra en trad in Engeland op met bijvoorbeeld Wham, Style Council, Sting en Ian Dury.
Barlow heeft verschillende groepen geleid, waarmee hij ook heeft opgenomen, zoals het album "Playground". Hij heeft als sideman vaak meegespeeld op opnames, onder meer van Mezzoforte, Ute, Vince Jones, Steve Brien en Daryl Pratt. Hij heeft gecomponeerd voor film, theater en televisie. In Australië is hij een bekende verschijning op de televisie, waar hij regelmatig optreedt in bijvoorbeeld talkshows.

## Discografie (selectie)
- Hipnotation, Spiral Scratch Records, 1990
- Horn, Spiral Scratch Records, 1990
- Jazz Juice, Hipnotation Records, 1992
- Playground, EMI, 1997
- Windmills on Mars (met Walter Lampe), Hipnotation Records, 2004
- Dale Barlow Live, 2008
- Treat Me Gently, Jazzhead, 2009
- Where We Live (Dale Barlow's Nomads), Hipnotation Records

met Art Blakey
- Chippin' In, 1990
- One For All, 1990

met Cedar Walton
- Bluesville Time, 1994
- Manhattan After Hours, 2003

met Billy Cobham
- Live at Jazz Cafe London, 2005